# کریستیانو کاکامو
کریستیانو کاکامو (ایتالیایی: Cristiano Caccamo؛ زادهٔ ۲۱ مارس ۱۹۸۹) بازیگر اهل ایتالیا است.
از فیلم‌ها یا برنامه‌های تلویزیونی که وی در آن نقش داشته است، می‌توان به زیر آفتاب ریچونه، پدر ماتئو و یک خانواده وحشت‌انگیز اشاره کرد.